# Дроблёный рис

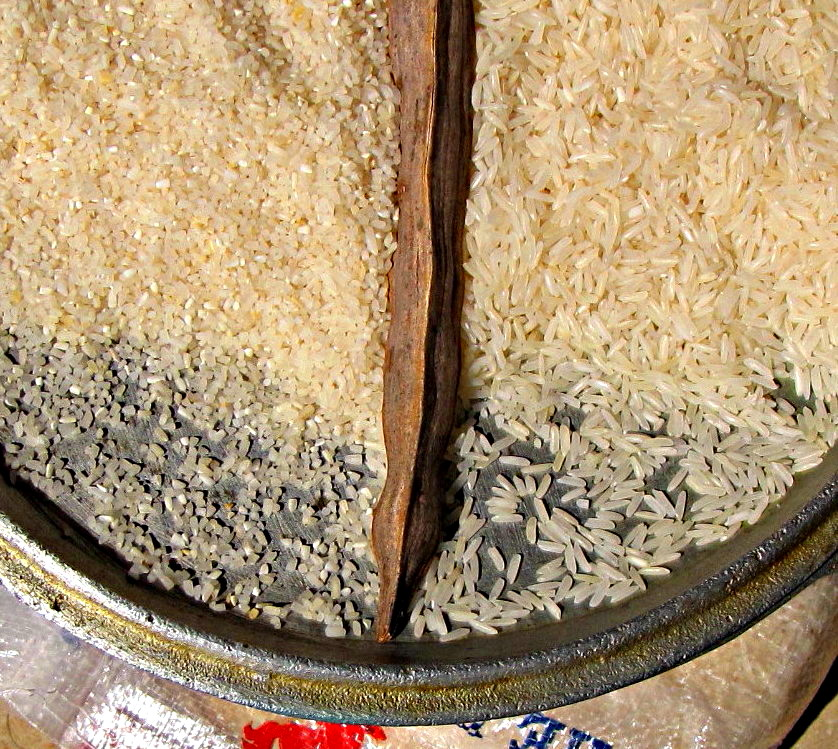
Слева дроблёный рис, справа цельный рис

Дроблёный рис, также рисовая сечка — смесь из рисовых зёрен, сломанных при сборе, во время сушки, транспортировки или при последующей обработке. Дроблёный рис представляет собой фактически те же рисинки, но поломанные на кусочки, и точно так же пригоден к использованию и обладает теми же питательными свойствами, что и целые рисовые зерна.

## Производство
Дроблёный рис является побочным продуктом при производстве цельного риса и этапы его производства не отличаются от производства цельного риса. Механические сепараторы отделяют сломанные зерна от целых и сортируют их по размеру. Цвет рисовой сечки зависит от того, на каком этапе обработки зерен, рисинки были сломаны. Если зерно раздробилось во время отшелушивания лузги, то сломанный рис имеет коричневый цвет, если же при шлифовании — белый. После обработки риса посевного только 50 % от всего риса-сырца становится цельным рисом, около 16 % составляет дроблёный рис, 20 % шелуха и 14 % отруби. У африканского риса зерно более ломкое, что повышает процент сломанных рисинок.
В некоторых странах дроблёный рис предпочтительнее цельного, поэтому импортный цельный рис подвергается дроблению.

## Использование
Часть дроблёного риса подмешивают к цельному зерно, понижая тем самым качество и цену последнего. Большая же часть дроблёного риса используется самостоятельно.

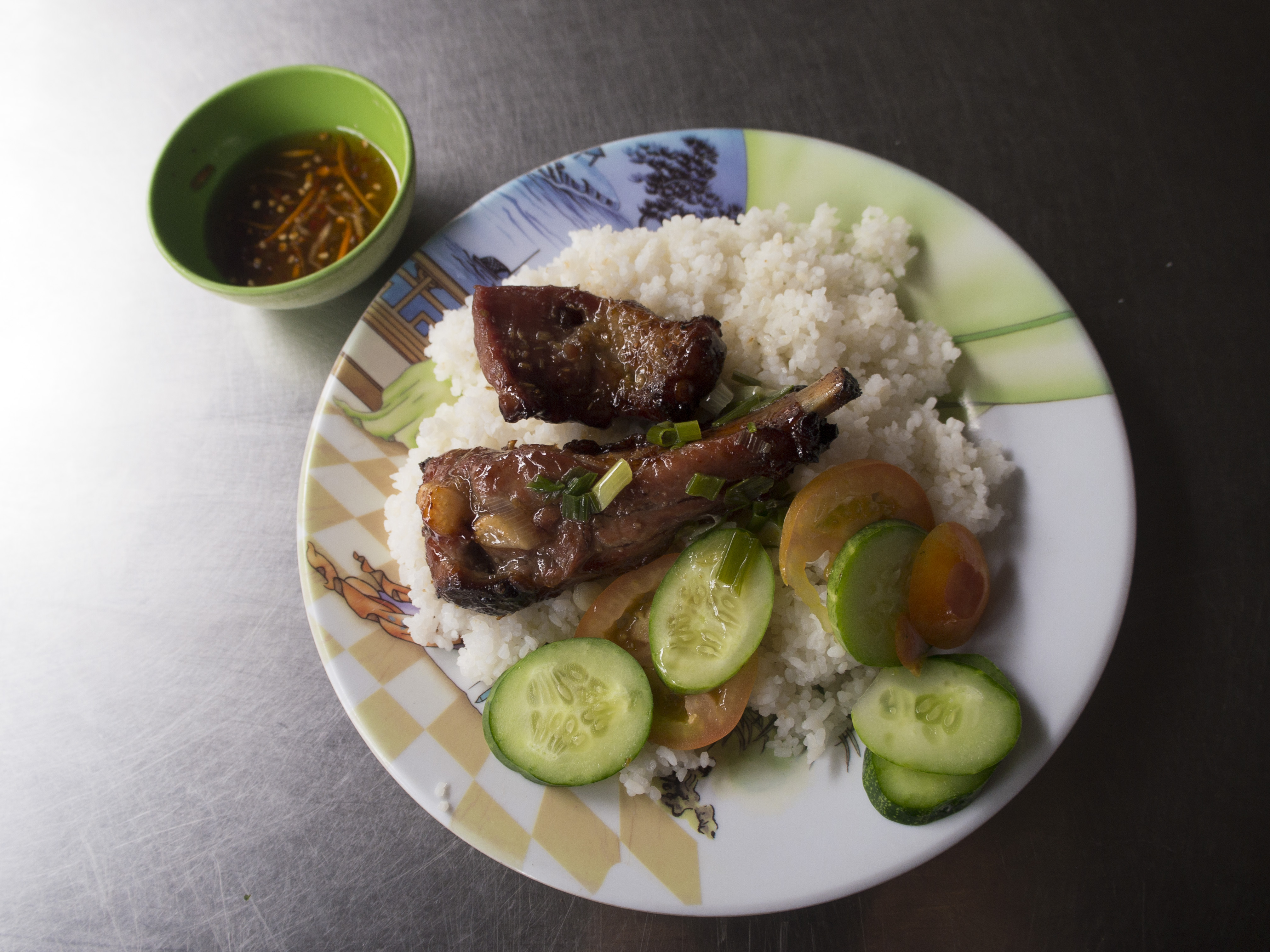
Вьетнамский ком там: кусочки свинины на варенном дроблёном рисе

### Питание
Из-за разного размера и формы зерен дроблёный рис имеет более мягкую текстуру по сравнению с цельным рисом и легче впитывает вкусы и ароматы. Он готовится быстрее, требует меньше энергозатрат и пригоден для жидких и вязких молочных каш и пудингов, супов-пюре, приготовления биточек и котлет.
Дроблёный рис дешевле целого и поэтому предпочитается более бедными странами. Его также используют в различных рецептах, причем в некоторых поваренных книгах описывается, как разбить цельный рис, чтобы получить желаемую текстуру или снизить время приготовления. В Таиланде экспортный спрос на дроблёный рис равен спросу на цельный рис среднего качества.
Дроблёный рис является частью местной кухни Западной Африки (африканский рис более ломкий), Таиланда, Бангладеш и других стран Юго-Восточной Азии. Популярное во Вьетнаме блюдо из риса со свининой ком там (вьет. cơm tấm) буквально означает «сломанный рис». Сенегальское блюдо thieboudienne часто готовится из ломаного риса. В Южной Каролине дроблёный рис называют англ. rice grist или англ. middlins. В Бангладеш такой рис называется khood или khud. Как правило, его заправляют жареным перцем, чесноком и горчичным маслом, он подается как самостоятельное блюдо и как гарнир.

### Промышленность
Дроблёный рис перемалывается в муку, а также идет на изготовление крахмала. Часть рисовой сечки используется в пивоварении, производстве кормов для животных, кормления скота и аквакультур.